# アイランドイン小豆島
アイランドイン小豆島 （アイランドインしょうどしま）は香川県小豆島町にあるbiid株式会社（ビードかぶしきがいしゃ）が運営する砂浜（プライベートビーチ）と桟橋のあるビーチリゾートホテル。 

## 施設
- 吉田湾プライベートビーチ
- 屋外プール
- アイランドイン桟橋（吉田湾）
- コテージ
- キャンピングトレーラー
- バーベキューテラス

## 所在地
〒761-4401 香川県小豆郡小豆島町吉田３７−１